# IFK Tumba Hockey
IFK Tumba Hockey är en ishockeyklubb från Stockholm med hemmaarena i Ishuset som har en kapacitet för 805 åskådare.

## Historia
IFK Tumba bildades 1932, och tog upp ishockey på programmet 1937 med spel på sjön Utterkalven. Den första riktiga ishockeybanan anlades på Rödstu hage i Segersjö 1944 och klubben tog detta år plats i landets näst högsta serie, Division II. När serien var färdigspelad hade man placerat sig på en andraplats ett poäng bakom Södertälje som fick kvala till Allsvenskan. Året därpå föll man tillbaka, och två år senare, 1946/1947 åkte man ur serien.
Det dröjde till 1990 innan Tumba återkom till näst högsta serien, som nu hette Division I. 1973 och 1975 hade man varit nära, men båda gångerna hette det övermäktiga kvalmotståndet Mälarhöjden/Västertorp IK. 1989/1990 vann Tumba Division 2 Östra B och slutade trea i sin kvalserie. Poängmässigt var man bäst av de fyra kvaltreorna, och det räckte till avancemang när Sundsvallslaget Heffners/Ortviken avstod från Division 1-spel och en plats blev ledig. Tumba gjorde två Division 1-säsonger i följd, och återkom till ettan 1997.
A-laget sammanslogs 1998 med Botkyrka IF och under namnet Tumba/Botkyrka åkte man 1998/99 ner i dåvarande division II. Till säsongen 2002/2003 bytte Tumba/Botkyrka namn till Botkyrka HC. Fr.o.m. säsongen 2013/2014 återgick senior- och juniorlag till IFK Tumba.

## Säsonger i Division I / Hockeyettan
| Säsong                                         | Division           | Placering | Vårserie                  | Playoff/Kval                    |
| IFK Tumba                                      | IFK Tumba          | IFK Tumba | IFK Tumba                 | IFK Tumba                       |
| ---------------------------------------------- | ------------------ | --------- | ------------------------- | ------------------------------- |
| 1990/1991                                      | Division I Östra   | 8         | 6:a i fortsättningsserien |                                 |
| 1991/1992                                      | Division I Östra   | 8         | 8:a i fortsättningsserien | nerflyttade                     |
| 1992–1997 spelade man i Division II            |                    |           |                           |                                 |
| 1997/1998                                      | Division I Östra   | 9         | 3:a i fortsättningsserien |                                 |
| Tumba/Botkyrka IK                              |                    |           |                           |                                 |
| 1998/1999                                      | Division I Östra   | 7         | 6:a i fortsättningsserien | 4:a i kval till nya allsvenskan |
| 1999/2000                                      | Division 1 Östra B | 3         | 5:a i fortsättningsserien |                                 |
| 2000/2001                                      | Division 1 Östra B | 5         | 1:a i fortsättningsserien | Utslagna av Huddinge i playoff  |
| 2001/2002                                      | Division 1 Östra B | 1         | 2:a i Allettan Östra      | 1:a i Förkval, 3:a i kvalserien |
| 2002-2013 ingick föreningen under Botkyrka HC. |                    |           |                           |                                 |
| IFK Tumba Hockey                               |                    |           |                           |                                 |
| 2013/2014                                      | Division 1D        | 8         | 4 i fortsättningsserien   | 3:a i kvalserien, nerflyttade   |
| 2014-2016 spelade man i Hockeytvåan            |                    |           |                           |                                 |
| 2016/2017                                      | Hockeyettan Östra  | 12        | 7:a i vårserien           | 5:a i kvalserien, nerflyttade   |